# 克吕皮伊
克吕皮伊（法語：Crupilly）是法国皮卡第大区埃纳省的一个市镇，属于韦尔万区拉卡佩勒县。该市镇2009年时的人口为64人。

## 人口
克吕皮伊人口变化图示
| 数据来源：INSEE |